# Illuminated by the Light
Illuminated by the Light es el cuarto álbum de estudio de Weird War, denominado el mejor álbum de ellos.
Cuando le preguntaron sobre el título del álbum, Svenonius respondió "Illuminated by the Light solo significa iluminado por la luz. Es como ser alimentado por la comida."

## Lista de canciones
1. "Illuminated" − 3:42
2. "Mental Poisoning" − 4:04
3. "Girls Like That" − 4:45
4. "See About Me" − 3:51
5. "Crystal Healing" − 4:07
6. "A Visit to the Cave" − 1:17
7. "Word on the Street" − 3:36
8. "Earth, Mama, Woman, Girl, Child" − 3:16
9. "Motorcycle Mongoloid" − 5:36
10. "Destination: Dogfood" − 4:33
11. "Put It in Your Pocket" − 6:06